# Resonancia

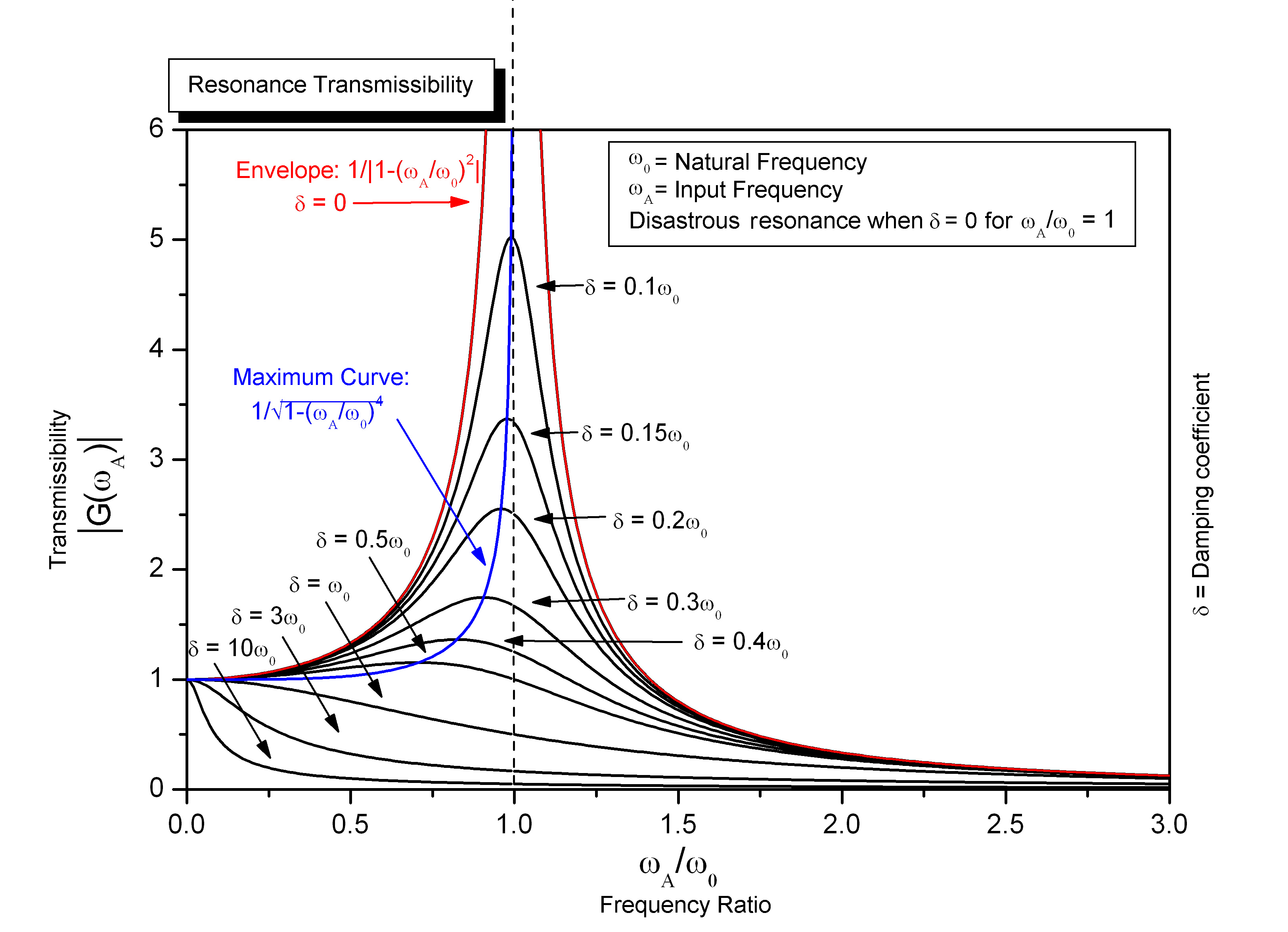
Aumento de amplitud conforme a la reducción de amortiguamiento y la frecuencia se acerca a la frecuencia resonante de un oscilador armónico amortiguado simple conducido.

En física, la resonancia describe el fenómeno de incremento de amplitud que ocurre cuando la frecuencia de una fuerza periódicamente aplicada (o un componente de Fourier de esta) es igual o cercana a una frecuencia natural del sistema en el cual actúa. Cuando una fuerza oscilatoria se aplica en una frecuencia resonante de un sistema dinámico, el sistema oscila en una amplitud más alta que cuando la misma fuerza se aplica en otra frecuencia no resonante.
Las frecuencias en las que la amplitud de respuesta es un máximo relativo se conocen también como frecuencias de resonancia o frecuencias resonantes del sistema. Pequeñas fuerzas periódicas que estén cerca de una frecuencia resonante del sistema tienen la capacidad de producir oscilaciones de grandes amplitudes en el mismo debido al almacenamiento de energía vibratoria.
Los fenómenos de resonancia ocurren con todos los tipos de vibraciones u ondas: están la resonancia mecánica, resonancia acústica, resonancia electromagnética, resonancia magnética nuclear (NMR), resonancia de giro del electrón (ESR) y resonancia de funciones ondulatorias cuánticas. Los sistemas resonantes pueden ser usados para generar vibraciones de una frecuencia concreta (por ejemplo, instrumentos musicales), o escoger frecuencias concretas de una vibración compleja que contiene muchas frecuencias (por ejemplo, filtros).
El vocablo «resonancia» (del latín resonantia, 'eco', de resonare,  «resonar») se origina del campo de la acústica, particularmente la "resonancia simpática" observada en instrumentos musicales, por ejemplo, cuando una cuerda empieza a vibrar y produce un sonido después de que una cuerda distinta fue golpeada. Otro ejemplo puede se la resonancia eléctrica, ocurre en un circuito con condensador e inductores porque el campo magnético colapsante del inductor genera una corriente eléctrica en sus devanados que carga el condensador, y entonces la descarga del condensador proporciona una corriente eléctrica que genera un campo magnético en el inductor. Una vez que el circuito está cargado, la oscilación se auto-sostiene, y no hay acción de conducción periódica externa. Esto es análogo a un péndulo mecánico, donde la energía mecánica se convierte una y otra vez de cinética a potencial, y ambos sistemas son formas de osciladores armónicos simples.

## Visión general
La resonancia ocurre cuando un sistema es capaz de almacenar y transferir fácilmente energía entre dos o más formas de almacenamiento diferentes (como energía cinética y energía potencial en el caso de un péndulo simple). Sin embargo hay algunas pérdidas de ciclo a ciclo, llamadas amortiguamiento. Cuando el amortiguamiento es pequeño, la frecuencia de resonancia es aproximadamente igual a la frecuencia natural del sistema, que es una frecuencia de vibraciones no forzadas. Algunos sistemas tienen múltiples frecuencias resonantes.

## Ejemplos

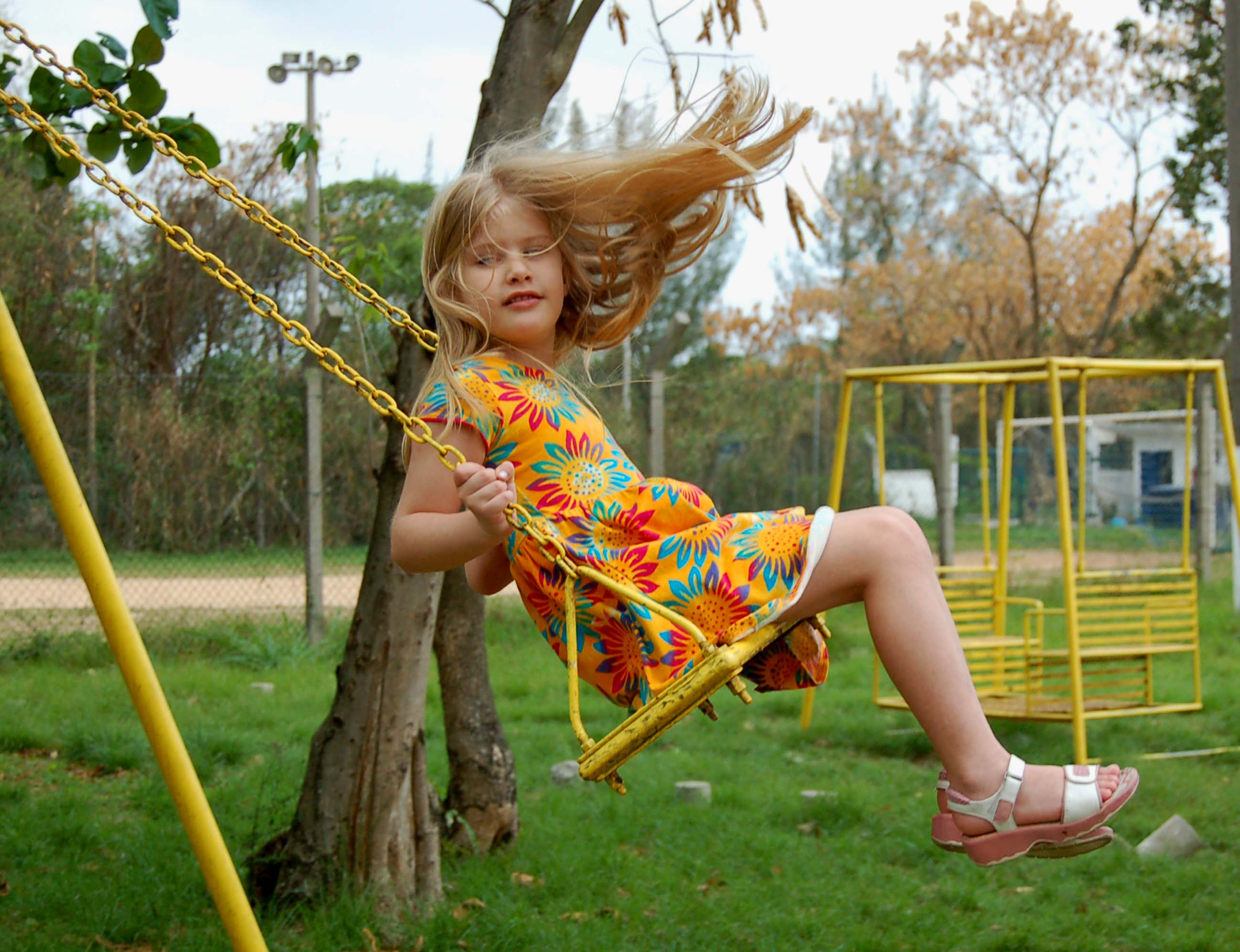
Empujando una persona en un columpio es un ejemplo común de resonancia. El columpio cargado, es un péndulo, tiene una frecuencia natural de oscilación, frecuencia de resonancia, y se resiste a ser empujado en un índice más rápido o más lento.

Un ejemplo común es un columpio de parque, que actúa como un péndulo. Al empujar a una persona en un columpio en sincronía con el intervalo natural del columpio (su frecuencia de resonancia), el columpio sube cada vez más (amplitud máxima), mientras los intentos de empujar el columpio con un «tempo» más rápido o más lento producen que los arcos sean más pequeños. Esto se debe a que la energía que absorbe el columpio se maximiza cuando los empujones se emparejan con las oscilaciones naturales del mismo.
La resonancia ocurre extensamente en la naturaleza y es explotada en muchos dispositivos hechos por el hombre. Es el mecanismo por el que prácticamente todas las ondas sinusoidales y las vibraciones son generadas. Muchos sonidos que escuchamos, como cuando objetos duros de metal, vidrio, o la madera son golpeados, están causado por vibraciones resonantes breves en el objeto. La luz y otras radiaciones electromagnéticas de corta longitud de onda son producidas por la resonancia a escala atómica, tales como los electrones en los átomos. Otros ejemplos de resonancia:
- Los mecanismos de cronometraje de relojes modernos, por ejemplo el volante dentro de un reloj mecánico y el cuarzo en un reloj de cuarzo.
- La resonancia de las mareas en la Bahía de Fundy.
- La resonancia acústica de los instrumentos musicales y el tracto vocal humano.
- El quebrantamiento de una copa de cristal expuesta al tono musical correcto (Su frecuencia de resonancia).
- Los idiófonos de fricción, así como objetos de cristal (vidrio, botella, vaso), vibran frotando su borde con la punta del dedo.
- La resonancia eléctrica de circuitos sintonizados en radios y televisores que permite recibir frecuencias de radio.
- La creación de luz coherente por resonancia óptica en una cavidad láser.
- La resonancia orbital que ejemplifican algunas lunas de los gigantes gaseosos del sistema solar.
- Las resonancias materiales en escala atómica son las bases de varias técnicas espectroscópicas usadas en la física de la materia condensada.
- Resonancia del giro de electrones.
- Efecto Mössbauer.
- Resonancia magnética nuclear.

### El puente de Tacoma Narrows
Artículo principal: Puente de Tacoma (1940)
La torsión dramáticamente visible y rítmica que resultó en el colapso del puente de Tacoma Narrows en 1940 es caracterizada erróneamente como un ejemplo del fenómeno de resonancia en ciertos textos. Las vibraciones catastróficas que destruyeron el puente no fueron debidas a la resonancia mecánica simple, sino a la interacción entre el puente y el viento que lo atravesaba, produciendo un fenómeno conocido como fluttering o flameo, que empujaba periódicamente al puente, provocando el movimiento como una "oscilación auto-sustentada". Robert H. Scanlan, padre de la aerodinámica de puentes, escribió un artículo acerca de este malentendido.

### La Estación Espacial Internacional
Los motores de los cohetes para la Estación Espacial Internacional (EEI) son controlados por piloto automático. Normalmente, los parámetros instalados para controlar el sistema de control del motor para el módulo Zvezda hacen que los motores de los cohete impulsen la Estación Espacial Internacional a una órbita superior. Los motores de los cohetes se montan en bisagras, generalmente la tripulación no se da cuenta de la operación. Sin embargo el 14 de enero de 2009, los parámetros cargados hicieron que el piloto automático balanceara los motores de los cohetes en oscilaciones cada vez más amplias, a una frecuencia de 0,5 Hz. Estas oscilaciones fueron captadas en vídeo y duraron 142 segundos.

## Resonancia en sistemas lineales
La resonancia se manifiesta en varios sistemas lineales y no lineales como oscilaciones alrededor de un punto de equilibrio. Cuando el sistema es impulsado por una entrada sinusoidal externa, una salida del sistema puede oscilar en respuesta. La razón entre la amplitud de las oscilaciones estables de la salida y las oscilaciones de entrada es llamada ganancia, y la ganancia puede ser una función de la frecuencia de la entrada sinusoidal externa. Los picos en la ganancia a ciertas frecuencias corresponden a resonancias, donde la amplitud de las oscilaciones de salida son desproporcionalmente largas.
Dado que la mayoría de sistemas lineales y no lineales son modelados como osciladores armónicos cerca de su equilibrio, esta sección comienza con la derivada de la frecuencia resonante de un oscilador armónico amortiguado. La sección continúa con un el uso de un circuito RLC para ilustrar las conexiones entre resonancia y la función de transferencia de un sistema, respuesta de frecuencia, polos y ceros. Partiendo del ejemplo del circuito RLC, la sección generaliza esta relación para sistemas lineales de orden superior con múltiples entradas y salidas.

### Resonancia de un oscilador amortiguado e impulsado
Considerando una masa anclada a un resorte que es impulsado por una fuerza sinusoidal externa aplicada en la que el sistema se amortigua. La segunda ley de Newton toma la forma de:
| {\displaystyle m{\frac {\mathrm {d} ^{2}x}{\mathrm {d} t^{2}}}=F_{0}\sin(\omega t)-kx-c{\frac {\mathrm {d} x}{\mathrm {d} t}},} | \| \| \| \| \| \| \| \| | (1) |
| |                         |     |
| |                         |     |

Donde m es la masa, x el desplazamiento de la masa desde el punto de equilibrio, F0 la amplitud , ω es la frecuencia angular, k es la constante del resorte , y c es el coeficiente de viscocidad. Esto puede tomar la forma de:
| {\displaystyle {\frac {\mathrm {d} ^{2}x}{\mathrm {d} t^{2}}}+2\zeta \omega _{0}{\frac {\mathrm {d} x}{\mathrm {d} t}}+\omega _{0}^{2}x={\frac {F_{0}}{m}}\sin(\omega t),} | \| \| \| \| \| \| \| \| | (2) |
| |                         |     |
| |                         |     |

Donde
{\displaystyle \omega _{0}={\sqrt {\frac {k}{m}}}} es llamada Velocidad angular o frecuencia angular.
{\displaystyle \zeta ={\frac {c}{2{\sqrt {mk}}}}} es llamado factor de amortiguamiento.
En otras partes también se la conoce a ω0 como frecuencia de resonancia. Sin embargo, como se muestra a continuación, cuando analizamos las oscilaciones del desplazamiento x(t), la frecuencia de resonancia es cercana pero no igual a ω0. El ejemplo de un circuito RLC en la siguiente sección proporciona ejemplos de diferentes frecuencias resonantes para un mismo sistema.
La solución general de la ecuación (2) es la suma de una solución transitoria que depende de las condiciones iniciales y una Estado estacionario solución en estado estable que es independiente de las condiciones iniciales y depende solo de la amplitud F0, frecuencia angular externa ω, la frecuencia natural ω0, y el factor de amortiguamiento ζ. El estado estacionario decae en un periodo de tiempo relativamente corto por lo que para estudiar la resonancia basta con considerar la solución en estado estacionario.
Es posible escribir la solución de estado estacionario para x(t) como una función proporcional a la fuerza impulsora con un cambio de Fase (onda) φ,
| {\displaystyle x(t)={\frac {F_{0}}{m{\sqrt {\left(2\omega \omega _{0}\zeta \right)^{2}+(\omega _{0}^{2}-\omega ^{2})^{2}}}}}\sin(\omega t+\varphi ),} | \| \| \| \| \| \| \| \| | (3) |
| |                         |     |
| |                         |     |

Donde
{\displaystyle \varphi =\arctan \left({\frac {2\omega \omega _{0}\zeta }{\omega ^{2}-\omega _{0}^{2}}}\right)+n\pi .}
El valor de la fase está normalmente entre -180° y 0° por lo que representa un retraso o desface para los valores positivos y negativos del argumento arctan.

Variación en estado estacionario de la amplitud y la frecuencia y damping o factor de amortiguamiento de un Oscilador arminco Simple

La resonancia ocurre cuando, a ciertas frecuencias de la conducción, la amplitud de estado estable de x(t) es grande en comparación con su amplitud en otras frecuencias. Para la masa en un resorte, la resonancia corresponde físicamente a las oscilaciones de la masa que tienen grandes desplazamientos desde la posición de equilibrio del resorte a ciertas frecuencias de activación.  Observando la amplitud de  x(t) en función de la frecuencia ω, la amplitud es máxima en la frecuencia natural.
{\displaystyle \omega _{r}=\omega _{0}{\sqrt {1-2\zeta ^{2}}}.}
ωr es la frecuencia de resonancia para este sistema.Nuevamente, tenga en cuenta que la frecuencia de resonancia no es igual a la frecuencia angular natural ω0 del oscilador. Son proporcionales, y si el factor de amortiguamiento llega a cero son iguales, pero si no es cero no son la misma frecuencia. Como se muestra en la figura, la resonancia también puede ocurrir en otras frecuencias cercanas a la frecuencia de resonancia, incluyendo ω0, pero la máxima respuesta es la frecuencia de resonancia.
Tome en cuenta que ωr es real y distinta de cero si {\displaystyle \zeta <1/{\sqrt {2}}}, por lo tanto, este sistema solo puede resonar cuando el oscilador armónico está significativamente amortiguado. Para sistemas con una relación de amortiguamiento muy pequeña y una frecuencia de conducción cercana a la frecuencia de resonancia, las oscilaciones de estado estable pueden llegar a ser muy grandes.

#### Resonancia de un péndulo
Para otros osciladores armónicos controlados y amortiguados cuyas ecuaciones de movimiento no se ven exactamente como el de la masa en un ejemplo de resorte, la frecuencia resonante permanece
{\displaystyle \omega _{r}=\omega _{0}{\sqrt {1-2\zeta ^{2}}},}
Pero las definiciones de ω0 y ζ cambian según la física del sistema. Para un péndulo de longitud  l y un pequeño desplazamiento angular θ <15° , La ecuación (1) se convierte en:
{\displaystyle ml{\frac {\mathrm {d} ^{2}\theta }{\mathrm {d} t^{2}}}=F_{0}\sin(\omega t)-mg\theta -cl{\frac {\mathrm {d} \theta }{\mathrm {d} t}}}
y por lo tanto
{\displaystyle \omega _{0}={\sqrt {\frac {g}{l}}},}
{\displaystyle \zeta ={\frac {c}{2m}}{\sqrt {\frac {l}{g}}}.}

## Función de transferencia, respuesta de frecuencia y resonancia para un circuito serie RLC
Véase también: Circuito RLC § Circuito en serie
Considere un circuito que consiste en un resistor con una resistencia R , un inductor con inductancia L y un condensador con capacitancia C conectado en serie con la corriente i ( t ) y accionado por un voltaje de fuente con el voltaje v en ( t ). La caída de voltaje alrededor del circuito es
| {\displaystyle L{\frac {di(t)}{dt}}+Ri(t)+V(0)+{\frac {1}{C}}\int _{0}^{t}i(\tau )d\tau =v_{entrada}(t).} | \| \| \| \| \| \| \| \| | (4) |
| |                         |     |
| |                         |     |

Figura 1: circuito serie RLCV, la fuente de voltaje que alimenta el circuito
I, la corriente admitida a través del circuito
R, la resistencia efectiva de la carga, fuente y componentes combinados
L, la inductancia del componente inductor
C, la capacitancia del componente capacitor.

En lugar de analizar una solución propuesta a esta ecuación como en la masa del resorte del ejemplo anterior, esta sección analizará la respuesta de frecuencia de este circuito. Tomando la ecuación transformada de Laplace ( 4 ).
{\displaystyle sLI(s)+RI(s)+{\frac {1}{sC}}I(s)=V_{entrada}(s),}
donde I (s) y V entrada (s) son la transformada de Laplace de la corriente y el voltaje de entrada, respectivamente, y s es un parámetro de frecuencia complejo en el dominio de Laplace. Reordenando los términos,
{\displaystyle I(s)={\frac {s}{s^{2}L+Rs+{\frac {1}{C}}}}V_{entrada}(s).}
Resonancia de voltaje a través de un condensador
Un circuito RLC en serie presenta varias opciones para ubicar un lugar donde medir un voltaje de salida. Supongamos que el voltaje de salida de interés es la caída de voltaje a través del condensador. Como se muestra arriba, en el dominio de Laplace este voltaje es
{\displaystyle V_{salida}(s)={\frac {1}{sC}}I(s)}
o
{\displaystyle V_{salida}={\frac {1}{LC(s^{2}+{\frac {R}{L}}s+{\frac {1}{LC}})}}V_{in}(s).}
Define para este circuito una frecuencia natural y una relación de amortiguamiento,
{\displaystyle \omega _{0}={\frac {1}{\sqrt {LC}}},}
{\displaystyle \zeta ={\frac {R}{2}}{\sqrt {\frac {C}{L}}}.}
La relación entre el voltaje de salida y el voltaje de entrada se convierte en
{\displaystyle H(s)\triangleq {\frac {V_{salida}(s)}{V_{entrada}(s)}}={\frac {\omega _{0}^{2}}{s^{2}+2\zeta \omega _{0}s+\omega _{0}^{2}}}}
Donde H ( s ) es la función de transferencia entre el voltaje de entrada y el voltaje de salida. Tenga en cuenta que esta función de transferencia tiene dos polos–raíces del polinomio en el denominador de la función de transferencia
| {\displaystyle s=-\zeta \omega _{0}\pm i\omega _{0}{\sqrt {1-\zeta ^{2}}}} | \| \| \| \| \| \| \| \| | (5) |
|                                                                            |                         |     |
|                                                                            |                         |     |

y sin raíces no nulas del polinomio en el numerador de la función de transferencia. Además, tenga en cuenta que para ζ ≤ 1 , la magnitud de estos polos es la frecuencia natural ω 0 y que para ζ <1 /, nuestra condición para la resonancia en el ejemplo del oscilador armónico, los polos están más cerca del eje imaginario que del eje real.
Al evaluar H (s) a lo largo del eje imaginario s = iω, la función de transferencia describe la respuesta de frecuencia de este circuito. De manera equivalente, la respuesta de frecuencia puede analizarse tomando la transformada de Fourier de la ecuación (4) en lugar de la transformada de Laplace. La función de transferencia, que también es compleja, puede ser escrita como ganancia y fase,
{\displaystyle H(i\omega )=G(\omega )e^{i\Phi (\omega )}.}

Gráfico de magnitud de Bode para el voltaje a través de los elementos de un circuito en serie RLC. Frecuencia natural ω _{0} = 1 rad / s, relación de amortiguamiento ζ = 0.4. El voltaje del condensador alcanza su punto máximo por debajo de la frecuencia natural del circuito, el voltaje del inductor alcanza su punto máximo por encima de la frecuencia natural y el voltaje del resistor alcanza su pico a la frecuencia natural con una ganancia máxima de uno. La ganancia para el voltaje a través del condensador y el inductor combinados en serie muestra antirresonancia, con ganancia yendo a cero a la frecuencia natural.

Un voltaje de entrada sinusoidal a la frecuencia ω da como resultado un voltaje de salida a la misma frecuencia que ha sido escalado por G (ω) y tiene un cambio de fase Φ (ω). La ganancia y la fase se pueden trazar frente a la frecuencia en un diagrama de Bode. Para el voltaje del condensador del circuito RLC, la ganancia de la función de transferencia H (iω) es
| {\displaystyle G(\omega )={\frac {\omega _{0}^{2}}{\sqrt {\left(2\omega \omega _{0}\zeta \right)^{2}+(\omega _{0}^{2}-\omega ^{2})^{2}}}}.} | \| \| \| \| \| \| \| \| | (6) |
| |                         |     |
| |                         |     |

Observe la similitud entre la ganancia y la amplitud en la ecuación (3). Una vez más, la ganancia se maximiza a la frecuencia de resonancia.
{\displaystyle \omega _{r}=\omega _{0}{\sqrt {1-2\zeta ^{2}}}.}
Aquí, la resonancia corresponde físicamente a tener una amplitud relativamente grande para las oscilaciones en estado estacionario del voltaje a través del condensador en comparación con su amplitud en otras frecuencias de activación.

#### Resonancia de voltaje a través de un inductor
La frecuencia de resonancia no siempre tiene que tomar la forma dada en los ejemplos anteriores. Supongamos que para el circuito RLC, el voltaje de salida de interés es el voltaje a través del inductor. Como se muestra arriba, en el dominio de Laplace, el voltaje a través del inductor es
{\displaystyle V_{salida}(s)=sLI(s),}
{\displaystyle V_{salida}(s)={\frac {s^{2}}{s^{2}+{\frac {R}{L}}s+{\frac {1}{LC}}}}V_{in}(s),}
{\displaystyle V_{salida}(s)={\frac {s^{2}}{s^{2}+2\zeta \omega _{0}s+\omega _{0}^{2}}}V_{entrada}(s),}
usando las mismas definiciones para ω 0 y ζ que en el ejemplo anterior. La función de transferencia entre V entrada (s) y esta nueva V salida (s) a través del inductor es
{\displaystyle H(s)={\frac {s^{2}}{s^{2}+2\zeta \omega _{0}s+\omega _{0}^{2}}}.}
Nótese que esta función de transferencia tiene los mismos polos que la función de transferencia en el ejemplo anterior, pero también tiene dos ceros en el numerador en s = 0. Al evaluar H (s) a lo largo del eje imaginario, su ganancia se convierte en
{\displaystyle G(\omega )={\frac {\omega ^{2}}{\sqrt {\left(2\omega \omega _{0}\zeta \right)^{2}+(\omega _{0}^{2}-\omega ^{2})^{2}}}}.}
En comparación con la ganancia en la ecuación (6) que usa el voltaje del condensador como salida, esta ganancia tiene un factor de ω 2 en el numerador y, por lo tanto, tendrá una frecuencia de resonancia diferente que maximiza la ganancia. Esa frecuencia es
{\displaystyle \omega _{r}={\frac {\omega _{0}}{\sqrt {1-2\zeta ^{2}}}},}
Entonces, para el mismo circuito RLC pero con el voltaje a través del inductor como salida, la frecuencia de resonancia ahora es mayor que la frecuencia natural, aunque todavía tiende hacia la frecuencia natural a medida que la relación de amortiguación llega a cero. Que el mismo circuito pueda tener diferentes frecuencias resonantes para diferentes opciones de salida no es contradictorio. Como se muestra en la ecuación (4), la caída de voltaje en el circuito se divide entre los tres elementos del circuito, y cada elemento tiene una dinámica diferente. El voltaje del condensador crece lentamente al integrar la corriente a lo largo del tiempo y, por lo tanto, es más sensible a las frecuencias más bajas, mientras que el voltaje del inductor crece cuando la corriente cambia rápidamente y, por lo tanto, es más sensible a las frecuencias más altas. Si bien el circuito en su conjunto tiene una frecuencia natural en la que tiende a oscilar, las diferentes dinámicas de cada elemento del circuito hacen que cada elemento resuene a una frecuencia ligeramente diferente.

#### Resonancia de voltaje a través de una resistencia
Suponga que el voltaje de salida de interés es el voltaje a través de la resistencia. En el dominio de Laplace, el voltaje a través de la resistencia es
{\displaystyle V_{salida}(s)=RI(s),}
{\displaystyle V_{salida}(s)={\frac {Rs}{L(s^{2}+{\frac {R}{L}}s+{\frac {1}{LC}})}}V_{entrada}(s),}
y usando la misma frecuencia natural y relación de amortiguamiento que en el ejemplo del capacitor, la función de transferencia es
{\displaystyle H(s)={\frac {2\zeta \omega _{0}s}{s^{2}+2\zeta \omega _{0}s+\omega _{0}^{2}}}.}
Fíjese que esta función de transferencia también tiene los mismos polos que los ejemplos de circuitos RLC anteriores, pero solo tiene un cero en el numerador en s = 0. Para esta función de transferencia, su ganancia es
{\displaystyle G(\omega )={\frac {2\zeta \omega _{0}\omega }{\sqrt {\left(2\omega \omega _{0}\zeta \right)^{2}+(\omega _{0}^{2}-\omega ^{2})^{2}}}}.}
La frecuencia de resonancia que maximiza esta ganancia es
{\displaystyle \omega _{r}=\omega _{0},}
y la ganancia es una a esta frecuencia, por lo que el voltaje a través de la resistencia resuena a la frecuencia natural del circuito y a esta frecuencia la amplitud del voltaje a través de la resistencia es igual a la amplitud del voltaje de entrada.

## Tipos de resonancia

### Resonancia mecánica y acústica

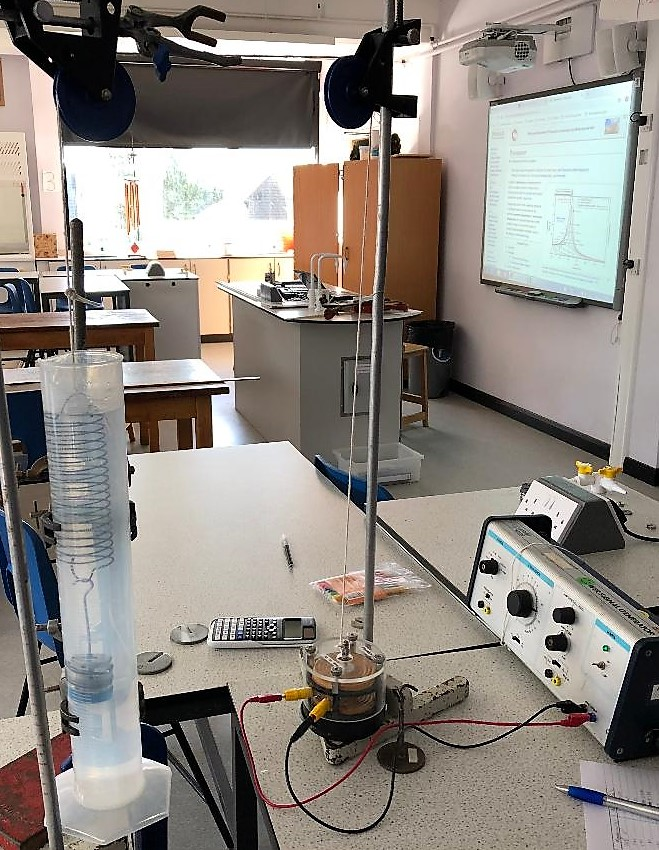
Experimento de masa resonante escolar

Resonancia mecánica es la tendencia de un sistema mecánico a absorber más energía, cuando la frecuencia de sus oscilaciones coincide con la frecuencia natural de vibración del sistema que lo hace en otras frecuencias. Puede causar movimientos de balanceo violentos e incluso fallas catastróficas en estructuras construidas incorrectamente, incluidos puentes, edificios, trenes y aviones. Al diseñar objetos,los ingenieros deben asegurarse de que las frecuencias de resonancia mecánica de las partes componentes no coincidan con las frecuencias vibratorias de los motores u otras partes oscilantes, un fenómeno conocido como desastre de resonancia.
Evitar desastres de resonancia es una preocupación importante en cada proyecto de construcción, torre y puente construcción. Como contramedida, montaje flotante puede instalarse para absorber frecuencias resonantes y así disipar la energía absorbida. El edificio Taipei 101 se basa en un 660 toneladas (727,5 ST; 660 000 kg) —un amortiguador de masa— para cancelar la resonancia. Además, la estructura está diseñada para resonar a una frecuencia que normalmente no ocurre. Los edificios en las zonas sísmicas a menudo se construyen para tener en cuenta las frecuencias oscilantes del movimiento del suelo esperado. Además, los objetos de diseño de ingeniero que tienen motores deben garantizar que las frecuencias resonantes mecánicas de las partes componentes no coincidan con las frecuencias vibratorias de los motores u otras partes fuertemente oscilantes.
Reloj mantiene el tiempo por resonancia mecánica en un volante, péndulo o  cristal de cuarzo.
Se ha hipotetizado que la cadencia de los corredores es energéticamente favorable debido a la resonancia entre la energía elástica almacenada en la extremidad inferior y la masa del corredor.
La resonancia acústica es una rama de resonancia mecánica que se ocupa de las vibraciones mecánicas a través del rango de frecuencia del oído humano, en otras palabras sonido. Para los humanos, la audición normalmente se limita a frecuencias entre aproximadamente 20 Hz and 20,000 Hz (20 kHz), Muchos objetos y materiales actúan como resonadores con frecuencias resonantes dentro de este rango, y cuando se golpean vibran mecánicamente, empujando el aire circundante para crear sonido.Esta es la fuente de muchos sonidos de percusión que escuchamos.
La resonancia acústica es una consideración importante para los constructores de instrumentos, ya que la mayoría de los instrumentos utilizan resonador, como cuerdas y el cuerpo de un violín, la longitud del tubo en una flauta, y la forma y tensión de una membrana de tambor.
Al igual que la resonancia mecánica, la resonancia acústica puede provocar una falla catastrófica del objeto en resonancia. El ejemplo clásico de esto es romper una copa de vino con sonido a la frecuencia resonante precisa de la copa, aunque esto es difícil en la práctica.

### Resonancia eléctrica

Animación que ilustra la resonancia eléctrica en un circuito LC, que consiste en un condensador (C) y un inductor (L) conectados entre sí. La carga fluye de un lado a otro entre las placas del condensador a través del inductor. La energía oscila de un lado a otro entre el condensador campo eléctrico (E) y el inductor campo magnético (B).

La resonancia eléctrica se produce en un  circuito eléctrico a una  frecuencia de resonancia  particular cuando la impedancia del circuito es mínima en un circuito en serie o en un circuito en paralelo (generalmente cuando la función de transferencia alcanza su valor máximo absoluto). La resonancia en los circuitos se utiliza para transmitir y recibir comunicaciones inalámbricas, como televisión, teléfonos celulares y radio.

### Resonancia óptica
Una cavidad óptica, también llamada «resonador óptico», es una disposición de espejo que forma una onda estacionaria resonador para luz. Las cavidades ópticas son un componente principal de medio activo, rodean el medio de ganancia y proporcionan realimentación de la luz láser. También se usan en oscilador paramétrico óptico y algunos interferómetro. La luz confinada en la cavidad se refleja varias veces produciendo ondas estacionarias para ciertas frecuencias resonantes. Los patrones de onda estacionaria producidos se denominan «modos». Modos longitudinales difieren solo en frecuencia mientras que el modo transversal difieren para diferentes frecuencias y tienen diferentes patrones de intensidad en la sección transversal del haz. Los Resonadores de anillo y  Galería susurrante son ejemplos de resonadores ópticos que no forman ondas estacionarias.
Los diferentes tipos de resonadores se distinguen por las distancias focales de los dos espejos y la distancia entre ellos; Los espejos planos no se usan con frecuencia debido a la dificultad de alinearlos con precisión. La geometría (tipo de resonador) debe elegirse para que el haz permanezca estable, es decir, el tamaño del haz no continúa creciendo con cada reflexión. Los tipos de resonador también están diseñados para cumplir con otros criterios, como la cintura mínima del haz o no tener un punto focal (y, por lo tanto, luz intensa en ese punto) dentro de la cavidad.
Las cavidades ópticas están diseñadas para tener un factor Q. Un haz refleja un gran número de veces con poca atenuación - por lo tanto, en la frecuencia ancho de línea del haz es pequeña en comparación con la frecuencia del láser.
Resonancias ópticas adicionales son resonancias de modo guiado y resonancias de plasmón superficial, que dan como resultado una reflexión anómala y campos evanescentes altos en la resonancia. En este caso, los modos resonantes son modos guiados de una guía de onda o modos de plasmón superficial de una interfaz dieléctrico-metálica. Estos modos generalmente están excitados por una rejilla de longitud de onda inferior.

### Resonancia orbital
En mecánica celeste, se produce una resonancia orbital cuando dos cuerpos en órbita ejercen una influencia gravitacional periódica entre sí, generalmente debido a que su período orbital está relacionado por una relación de dos enteros pequeños. Las resonancias orbitales mejoran en gran medida la influencia gravitacional mutua de los cuerpos. En la mayoría de los casos, esto resulta en una interacción «inestable», en la cual los cuerpos intercambian ímpetu y cambian de órbita hasta que la resonancia ya no existe. En algunas circunstancias, un sistema resonante puede ser estable y autocorregible, de modo que los cuerpos permanezcan en resonancia. Los ejemplos son la resonancia 1: 2: 4 de las lunas de Júpiter Ganímedes,  Europa y Io, y la resonancia 2: 3 entre Plutón y Neptuno. Las resonancias inestables con las lunas internas de Saturno dan lugar a huecos en los anillos de Saturno. El caso especial de resonancia 1: 1 (entre cuerpos con radios orbitales similares) hace que grandes cuerpos del Sistema Solar despejen el vecindario alrededor de sus órbitas expulsando casi todo lo demás a su alrededor. Este efecto se utiliza en la actual definición de planeta.

### Resonancia atómica, de partículas y molecular

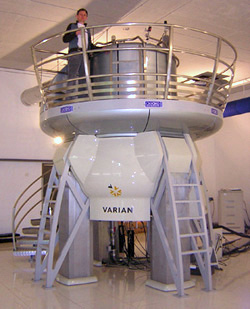
NMR Magnet at HWB-NMR, Birmingham, UK. En su fuerte campo 21.2 - tesla, la resonancia de protones está en 900 MHz.

Resonancia magnética nuclear (RMN) es el nombre dado a un fenómeno de resonancia física que implica la observación de mecánica cuántica magnético propiedades de un átomo ic núcleo en presencia de un campo magnético externo aplicado. Muchas técnicas científicas explotan los fenómenos de RMN para estudiar física molecular,  cristal y materiales no cristalinos a través de espectroscopia de resonancia magnética nuclear. La NMR también se usa habitualmente en técnicas avanzadas de imágenes médicas, como imagen por resonancia magnética (IRM).
Todos los núcleos que contienen números impares de nucleón s tienen un momento magnético y momento angular intrínseco. Una característica clave de la NMR es que la frecuencia de resonancia de una sustancia en particular es directamente proporcional a la intensidad del campo magnético aplicado. Es esta característica la que se explota en las técnicas de imagen; Si una muestra se coloca en un campo magnético no uniforme, las frecuencias resonantes de los núcleos de la muestra dependen de en qué parte del campo se encuentren. Por lo tanto, la partícula puede ubicarse con bastante precisión por su frecuencia de resonancia.
La resonancia paramagnética electrónica, también conocida como «resonancia de espín electrónico» (REE), es una técnica espectroscópica similar a la RMN, pero utiliza electrones no apareados. Los materiales para los que se puede aplicar son mucho más limitados ya que el material debe tener un giro no apareado y ser paramagnético.
El efecto Mössbauer es la emisión resonante y retroceso - libre y absorción de fotones rayos gamma por átomos unidos en forma sólida.
La Resonancia en física de partículas aparece en circunstancias similares a física clásica a nivel de mecánica cuántica y teoría cuántica de campos. Sin embargo, también pueden considerarse partículas inestables, con la fórmula anterior válida si  Γ  es  tasa de decaimiento y  Ω  reemplazado por la masa de la partícula  METRO. En ese caso, la fórmula proviene del propagador ] de la partícula, con su masa reemplazada por el número complejo M + iΓ. La fórmula está más relacionada con la desintegración de partículas por el teorema óptico.

## Resonadores
Un sistema físico puede tener tantas frecuencias resonantes como grados de libertad; cada grado de libertad puede vibrar como un oscilador armónico. Los sistemas con un grado de libertad, como una masa en un resorte, ruedas de equilibrio, péndulo y  circuitos sintonizados LC tienen una frecuencia resonante. Los sistemas con dos grados de libertad, como péndulos acoplados y transformador resonantes pueden tener dos frecuencias resonantes. A medida que crece el número de osciladores armónicos acoplados, el tiempo que lleva transferir energía de uno a otro se vuelve significativo. Las vibraciones en ellos comienzan a viajar a través de los osciladores armónicos acoplados en ondas, de un oscilador al siguiente
Los objetos extendidos que pueden experimentar resonancia debido a las vibraciones dentro de ellos se denominan resonador, como tubo de órgano, cuerda vibrante, cuarzo, microondas y láser. Como se puede ver que están hechas de muchas partes móviles acopladas (como átomos), pueden tener muchas frecuencias resonantes. Las vibraciones dentro de ellas viajan como ondas, a una velocidad aproximadamente constante, rebotando de un lado a otro entre los lados del resonador. Si la distancia entre los lados es  d , la longitud de un viaje de ida y vuelta es 2d . Para causar resonancia, la fase de una onda sinusoidal después de un viaje de ida y vuelta debe ser igual a la fase inicial, por lo que las ondas refuerzan la oscilación. Entonces, la condición para la resonancia en un resonador es que la distancia de ida y vuelta, 2d , sea igual a un número entero de longitudes de onda  λ  de la onda:
{\displaystyle 2d=N\lambda ,\qquad \qquad N\in \{1,2,3,\dots \}}
Si la velocidad de una onda es  v , la frecuencia es: f = vλ entonces las frecuencias resonantes son:
{\displaystyle f={\frac {Nv}{2d}}\qquad \qquad N\in \{1,2,3,\dots \}}
Entonces, las frecuencias resonantes de los resonadores, 
llamadas modos normales, son múltiplos igualmente espaciados de una frecuencia más baja llamada frecuencia fundamental. Los múltiplos a menudo se llaman armónicos. Puede haber varias series de frecuencias resonantes, correspondientes a diferentes modos de oscilación.

## Factor Q
El factor de calidad es una cantidad adimensional (ver magnitud adimensional), un parámetro que describe un movimiento amortiguado como un oscilador o resonador.
Un mayor Q indica una menor tasa de pérdida de energía en relación con la energía almacenada del oscilador,por lo que las oscilaciones se detendrán lentamente. Un péndulo de un rodamiento de alta calidad suspendido , oscilando en el aire tiene un mayor Q,  mientras que un péndulo sumergido en aceite tendría un menor Q. Para mantener un sistema en resonancia con amplitud constante se le debe proporcionar energía externamente, la energía provista en cada ciclo debe ser menor que la energía almacenada en el sistema (es decir, la suma del potencial y la cinética) por un factor de Q2π. Los osciladores con factores de alta calidad tienen bajo amortiguación, lo que tiende a hacerlos resonar más tiempo
Los resonadores con factores Q más altos resuenan con amplitudes mayores (a la frecuencia resonante) pero tienen un rango más pequeño de frecuencias alrededor de la frecuencia a la que resuenan. El rango de frecuencias en el que resuena el oscilador se llama ancho de banda (bandwidth en inglés). Por lo tanto, un alto Q circuito sintonizado en un radio recibidor sería más difícil de sintonizar, pero tendría mayor selectividad,haría un mejor trabajo al filtrar las señales de otras estaciones que se encuentran cerca del espectro. Los osciladores de alta "Q" operan en un rango más pequeño de frecuencias y son más estables. (Ver ruido de fase.)
El factor de calidad de los osciladores varía sustancialmente de un sistema a otro. En los sistemas para los cuales la amortiguación es importante (como amortiguadores que evitan que una puerta se cierre de golpe) tienen Q = 12, por otro lador los relojes, láseres y otros sistemas que necesitan resonancia fuerte o estabilidad de alta frecuencia necesitan factores de alta calidad, por ejemplo los diapasones 
tienen un factor de calidad de alrededor de Q = 1000, mientras que el factor de calidad de un reloj atómico y un alto láser pueden alcanzar a Q =1011  e incluso pueden llegar a ser mayores. Los físicos e ingenieros utilizan muchas cantidades alternativas para describir cuán amortiguado está un oscilador que están estrechamente relacionados con su factor de calidad.

## Curva de resonancia universal

"Curva de resonancia universal", es una aproximación simétrica a la respuesta normalizada de un circuito resonante; La abscisa son desviaciones de la frecuencia central, en unidades de frecuencia central divididas por 2Q; ordenada es la amplitud relativa, y la fase en ciclos; las curvas discontinuas comparan el rango de respuestas de circuitos bipolares para un valor Q de 5; para Q más altos, hay menos desviación de la curva universal. las cruces marcan los bordes del ancho de banda de 3 dB(ganancia 0.707, cambio de fase 45° o 0.125 ciclo).

La respuesta exacta de una resonancia, especialmente para frecuencias alejadas de la frecuencia resonante, depende de los detalles del sistema físico y, por lo general, no es exactamente simétrica con respecto a la frecuencia resonante, como se ilustra para el oscilador armónico. Para un oscilador lineal ligeramente amortiguado con una frecuencia de resonancia Ω, la intensidad de las oscilaciones I cuando el sistema funciona con una frecuencia de activación ω se aproxima típicamente mediante una fórmula que es simétrica con respecto a la frecuencia de resonancia:
{\displaystyle I(\omega )\equiv |\chi |^{2}\propto {\frac {1}{(\omega -\Omega )^{2}+\left({\frac {\Gamma }{2}}\right)^{2}}}.}
Donde la susceptibilidad {\displaystyle \chi (\omega )} vincula la amplitud del oscilador a la fuerza impulsora en el espacio de frecuencias:
{\displaystyle x(\omega )=\chi (\omega )F(\omega )}
La intensidad se define como el cuadro de la amplitud de las oscilaciones. Esta es una función lorentziana, o distribución de Cauchy, y esta respuesta se encuentra en muchas situaciones físicas que involucran sistemas resonantes. Γ es un parámetro que depende de la amortiguación del oscilador, y se conoce como el ancho de línea de la resonancia. Los osciladores muy amortiguados tienden a tener anchos de línea amplios, y responden a un rango más amplio de frecuencias de conducción alrededor de la frecuencia de resonancia. El ancho de línea es inversamente proporcional al factor de calidad, que es una medida de la nitidez de la resonancia.
En ingeniería de difusión e ingeniería electrónica, esta respuesta simétrica aproximada se conoce como la curva de resonancia universal, un concepto introducido por Frederick Terman en 1932 para simplificar el análisis aproximado de circuitos de radio con un rango de frecuencias centrales y valores Q.